# Bruno Barilli

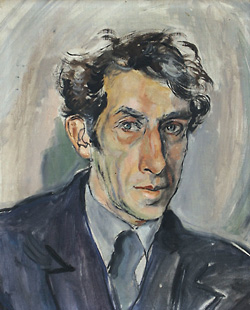
Porträt von Bruno Barili, gemalt von seiner Tochter Milena (1938)

Bruno Barilli (* 14. Dezember 1880 in Fano; † 15. April 1952 in Rom) war ein italienischer Komponist, Schriftsteller und Journalist.

## Leben
Barilli studierte am Konservatorium von Parma. Ab 1901 setzte er seine Ausbildung in München bei Felix Mottl (Orchesterleitung), Viktor Gluth und Ludwig Thuille (Komposition) fort. Zwischen 1912 und 1915 schrieb er für die Tribuna, den Corriere della sera und den Resto del carlino Reportagen über die Balkankriege. In dieser Zeit entstanden auch seine Opern Medusa (1914, UA 1938) und Emiral (1915).
1919 ging Barilli nach Rom, wo er zu den Gründern der Zeitschrift La Ronda gehörte. Daneben schrieb er für die Zeitschrift L'Italia Letteraria und verfasste eine Reihe von Porträts befreundeter Künstler wie Eleuterio Riccardi, Amerigo Bartoli, Massimo Campigli und Scipione. Das 1931 erschienene Buch Il paese del melodramma enthielt eine Reihe von Geschichten, die gleichfalls befreundete Künstler zum Gegenstand hatten. Das Buch Parigi (1938) wurde von seiner Tochter, der Malerin Milena Barilli, illustriert.
Weitere literarische Werke sind Delirama (1924), Il sorcio nel violino (1926), Il sole in trappola (1941), Il viaggiatore volante (1946), La lotteria clandestina (1948), Capricci di vegliardo (1951) sowie Lo stivale (posthum 1952) und Il libro dei viaggi (posthum 1963).